# Cable de parells trenats
Un cable de parells trenats és un dels tipus de cable parell trenat compost per fils, normalment de coure, trenats entre si. Hi ha cables de 2, 4, 25, 100 o més parells de fils. El trenat manté estable les propietats elèctriques a tota la longitud del cable i redueix les interferències creades pels fils adjacents en els cables compostos per diversos parells.
- Cable de parells trenats
- Cable de parells trenats